# Martin Schallbruch

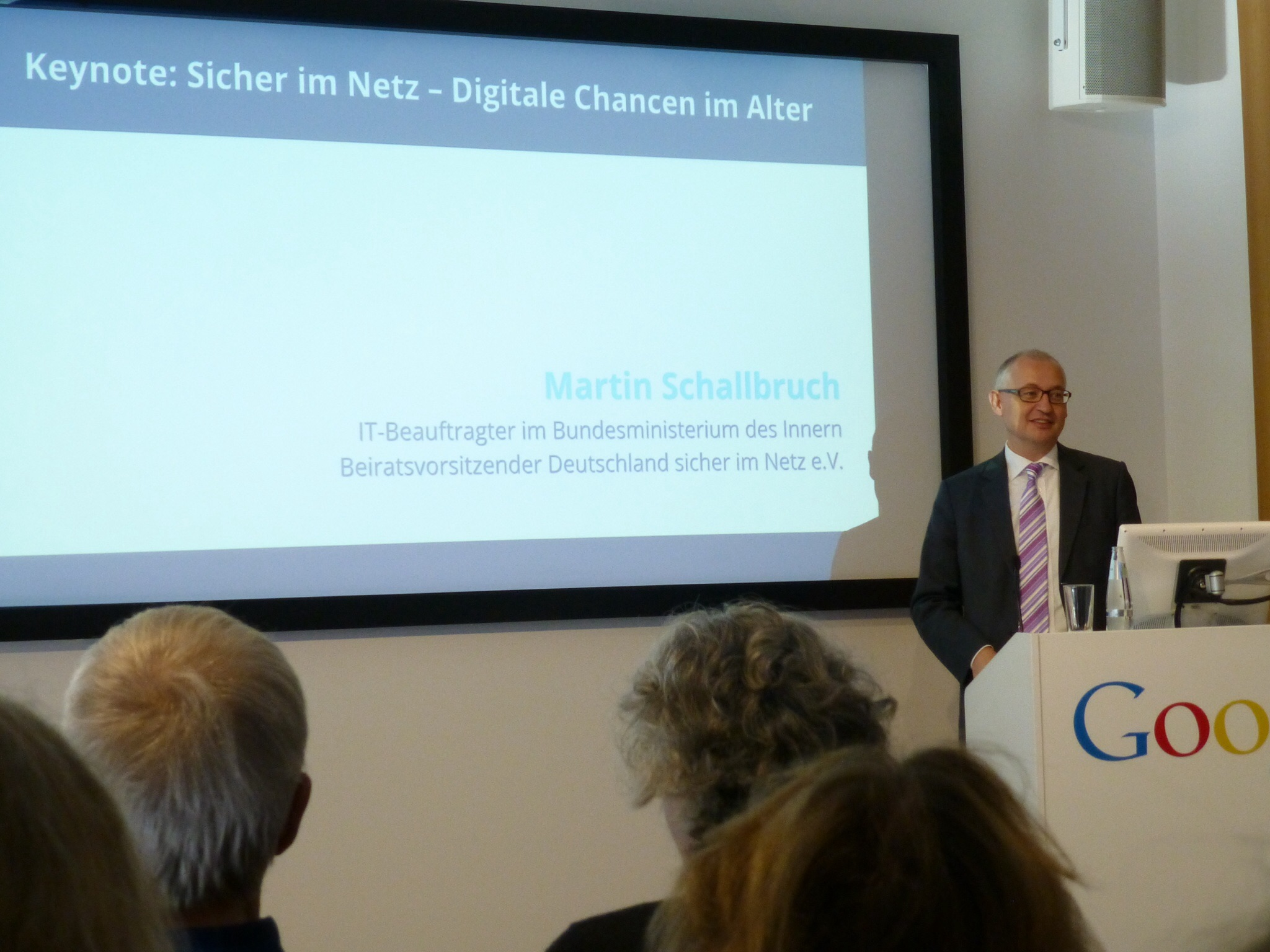
Martin Schallbruch (2015)

Martin Schallbruch (* 30. September 1965 in Solingen) ist ein deutscher Informatiker, Wissenschaftler und Autor. Er ist CEO der Genossenschaft govdigital. Zuvor war er bis 2021 Direktor des Digital Society Instituts der ESMT Berlin und Lehrbeauftragter am Karlsruher Institut für Technologie und bis 2016 politischer Beamter und Abteilungsleiter für Informationstechnik im Bundesministerium des Innern.

## Leben
Nach dem Abitur im Jahr 1985 studierte er Informatik, Rechts- und Sozialwissenschaften an der Technischen Universität Berlin und der Freien Universität Berlin. Nach dem Diplom als Informatiker wurde er 1992 wissenschaftlicher Mitarbeiter an der Juristischen Fakultät der Humboldt-Universität zu Berlin (Lehrstuhl Bernhard Schlink). Zugleich war er DV-Beauftragter der Fakultät und leitete das Servicezentrum für Informations- und Kommunikationstechnik.
Von 1998 bis 2001 leitete er als persönlicher Referent das Büro der Staatssekretärin Brigitte Zypries im Bundesministerium des Innern. 2002 wurde er in die neu geschaffene Funktion des IT-Direktors des Bundesministeriums des Innern berufen. In dieser Funktion war er zuständig für den IT-Einsatz in den Behörden des Geschäftsbereichs des BMI, für die Koordinierung des IT-Einsatzes in der Bundesregierung, für die IT-Sicherheit, die Fachaufsicht über das Bundesamt für Sicherheit in der Informationstechnik sowie die E-Government-Initiative BundOnline 2005 der Bundesregierung.
Mit der Neukonzeption der IT-Steuerung des Bundes und der Einführung eines Beauftragten der Bundesregierung für Informationstechnik (BfIT, kurz: Bundes-CIO), wurde er 2008 Ministerialdirektor, IT-Beauftragter des Bundesministeriums des Innern und Stellvertreter des Bundes-CIO. In seine Zuständigkeit fielen auch Fragen der Netzpolitik, Cybersicherheit, Pässe und Personalausweise. Er verantwortete teilweise umstrittene Projekte wie die Einführung biometrischer Reisepässe, elektronischer Personalausweise  oder den Kommunikationsdienst „De-Mail“. Er verhandelte für den Bund die Aufnahme der Informationstechnik in das Grundgesetz (Art. 91c GG) im Rahmen der Föderalismusreform II.
2014 wurde die von ihm geleitete Abteilung in „Informationstechnik, Digitale Gesellschaft und Cybersicherheit“ umbenannt. Unter seiner Leitung war sie unter anderem für die Cybersicherheitsstrategie des Bundes, das IT-Sicherheitsgesetz und die Digitale Agenda zuständig.
In seiner Funktion im BMI vertrat er den Bund in verschiedenen Gremien, darunter dem Management Board der Europäischen IT-Sicherheitsbehörde ENISA oder dem Aufsichtsrat der juris GmbH.
Im Februar 2016 wurde er vom Bundespräsidenten in den einstweiligen Ruhestand versetzt. Im Sommer 2016 sagte er als Zeuge im NSA-Untersuchungsausschuss aus. Dort sprach er sich für eine stärkere Nutzung von Verschlüsselung aus.

## Tätigkeit als Wissenschaftler und Unternehmensvorstand
Schallbruch war seit Mai 2016 zunächst stellvertretender Direktor des neu gegründeten Digital Society Instituts der ESMT Berlin, ab Oktober 2020 dann Direktor des Instituts. Gemeinsam mit dem Direktor Sandro Gaycken leitete er das interdisziplinäre Forschungsinstitut. Sein Schwerpunkt lag bei der Cybersicherheit und der Zusammenarbeit von Staat und Wirtschaft bei der Digitalisierung. Seine Erfahrungen in der Netz- und Digitalpolitik beschrieb er in dem 2018 erschienenen Buch Schwacher Staat im Netz.
Seit Anfang 2022 leitet er als hauptamtlicher Vorstand und CEO die von öffentlichen IT-Dienstleistern des Bundes, der Länder und der Kommunen gegründete Genossenschaft govdigital.
Daneben ist seit 2011 Lehrbeauftragter für IT-Sicherheitsrecht am Karlsruher Institut für Technologie (KIT). 2018/2019 war er Visiting Fellow an der Hoover Institution der Stanford University.
Schallbruch ist Mitglied des Kuratoriums des Fraunhofer-Instituts für Sichere Informationstechnik (SIT) in Darmstadt. 2018/19 war er Co-Vorsitzender der vom Bundesminister für Wirtschaft und Energie eingesetzten Regierungskommission „Wettbewerbsrecht 4.0“.

## Veröffentlichungen (Auswahl)
- PC-Ratgeber für Juristen (mit Norman Müller), de Gruyter, Berlin 1996, ISBN 978-3-11-015817-5.
- Verwaltungsverfahrensgesetz mit rechtlichen Aspekten des E-Government, Kommunal- und Schulverlag, Wiesbaden 2012. ISBN 978-3-8293-0973-8.
- Verwaltungsverfahrensgesetz und E-Government (Herausgeber), Kommunal- und Schulverlag, 2. Auflage, Wiesbaden 2014. ISBN 978-3-8293-1091-8.
- Schwacher Staat im Netz, Springer, Wiesbaden 2018, ISBN 978-3-658-19946-3.
- Cybersecurity in Germany, Springer, New York 2018, ISBN 978-3-319-90013-1.
- IT-Sicherheitsrecht. Praxishandbuch (hrsg. mit Gerrit Hornung), Nomos, Baden-Baden 2020, ISBN 978-3-8487-5764-0.